# 푸라니사우루스
푸라니사우루스(Purranisaurus Rusconi)는 악어목 메트리오린쿠스과에 속하는 악어이다. 지금은 멸종된 악어로 전체적인 몸길이가 4~6m인 거대한 악어에 속한다.

## 특징

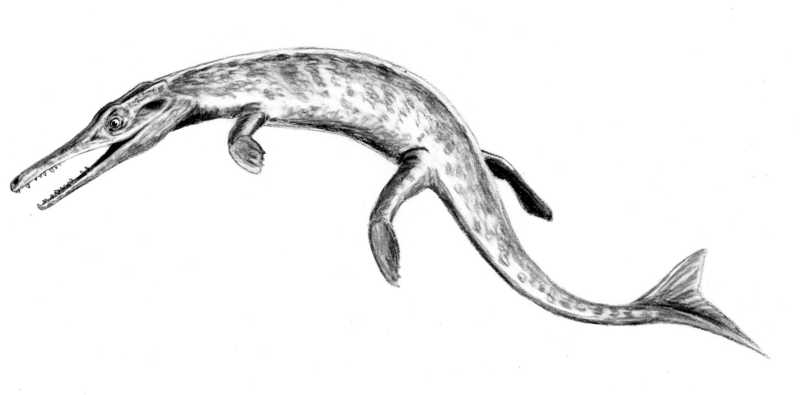
메트리오린쿠스의 복원

푸라니사우루스는 바다의 생활에 적응하여 살았던 바다악어 중에 하나이다. 바다의 생활에 적응하여 살았던 종이기 때문에 바다의 염분을 조절하는 몸의 기능이 발달되어 있었다. 꼬리의 뒷면은 지느러미의 모습을 하고 있으며 앞다리에 비해 뒷다리가 더 길고 발의 모습이 물갈퀴의 모습으로 변화하였다. 생존했던 시기에는 몸이 검은색의 얼룩을 띄는 점을 가지고 있으며 부분적으로 넓게 확장된 두개골과 주둥이를 가진 것이 특징이다. 현생의 고래, 돌고래와 같이 바다에서 직접 어린 개체를 출산하였는지 아니면 현생의 바다거북처럼 해변으로 올라와 직접 자신의 알을 출산하였는지에 대해서는 정확하게 알려진 것이 없다. 양턱에는 총 15~20개의 톱니 모양을 가진 날카로운 이빨을 가지고 있으며 이를 통해서 먹이를 사냥했을 것으로 추정된다. 분류학적으로 따지면 푸라니사우루스(Purranisaurus)는 칠레의 중후기 쥐라기 시대와 아르헨티나의 바카 무에르타(Vaca Muerta)에서 멸종한 해양 크로코다일폼의 속이다. 러스코니는 원래 푸라니사우루스 화분(종류)을 플레시오사우루스로 여겼으나 가스파리니는 그것이 사실 메트리오린치드 크로코다이럴 형태이며 그것이 메트리오린쿠스의 후배 동의어일 수 있다는 것을 증명했다. 또한 2000년대 계통생성학적 분석에서 푸라니사우루스는 뚜렷한 메트리오린치드 속이라는 것이 밝혀졌다. 후속 연구는 푸라니사우루스 종을 메트리오린쿠스 카사미켈라이와 M. 웨스터마니로 확장시켰다. 그 종류 종의 홀타입에 대한 재설명에 따라서 이제 그 종만이 푸라니사우루스라고 일컬어진다. 먹이로는 당대에 서식했던 물고기, 오징어, 갑각류 등을 잡아먹었던 육식성의 포식자로 추정되는 종이다.

## 생존시기와 서식지와 화석의 발견
푸라니사우루스가 생존하던 시기는 중생대의 쥐라기 초기로 지금으로부터 약 2억년전~1억 8천만년전에 생존했던 바다악어이다. 생존했던 시기에는 남아메리카를 중심으로 하는 서부 대서양과 동부 태평양에서 주로 서식했던 바다악어이다. 화석의 발견은 1948년에 남아메리카의 쥐라기에 형성된 지층에서 고생물학자들에 의해 처음으로 발견하여 새롭게 명명된 종이며 화석이 발견된 남아메리카의 주요한 국가로는 아르헨티나, 칠레, 브라질 등이 있다.

## 같이 보기
- 악어
- 중생대
- 쥐라기
- 파충류
- 화석